# Ritschgraben
Ritschgraben ist eine Rotte in der Marktgemeinde Großgöttfritz und hier ein Teil der Katastralgemeinde Kleinweißenbach sowie auch ein Ortsteil der Gemeinde Sallingberg, Katastralgemeinde Kamles im Bezirk Zwettl in Niederösterreich. Sie befindet sich südlich der Katastralgemeinde Kleingöttfritz am Ufer des Purzelkamps.

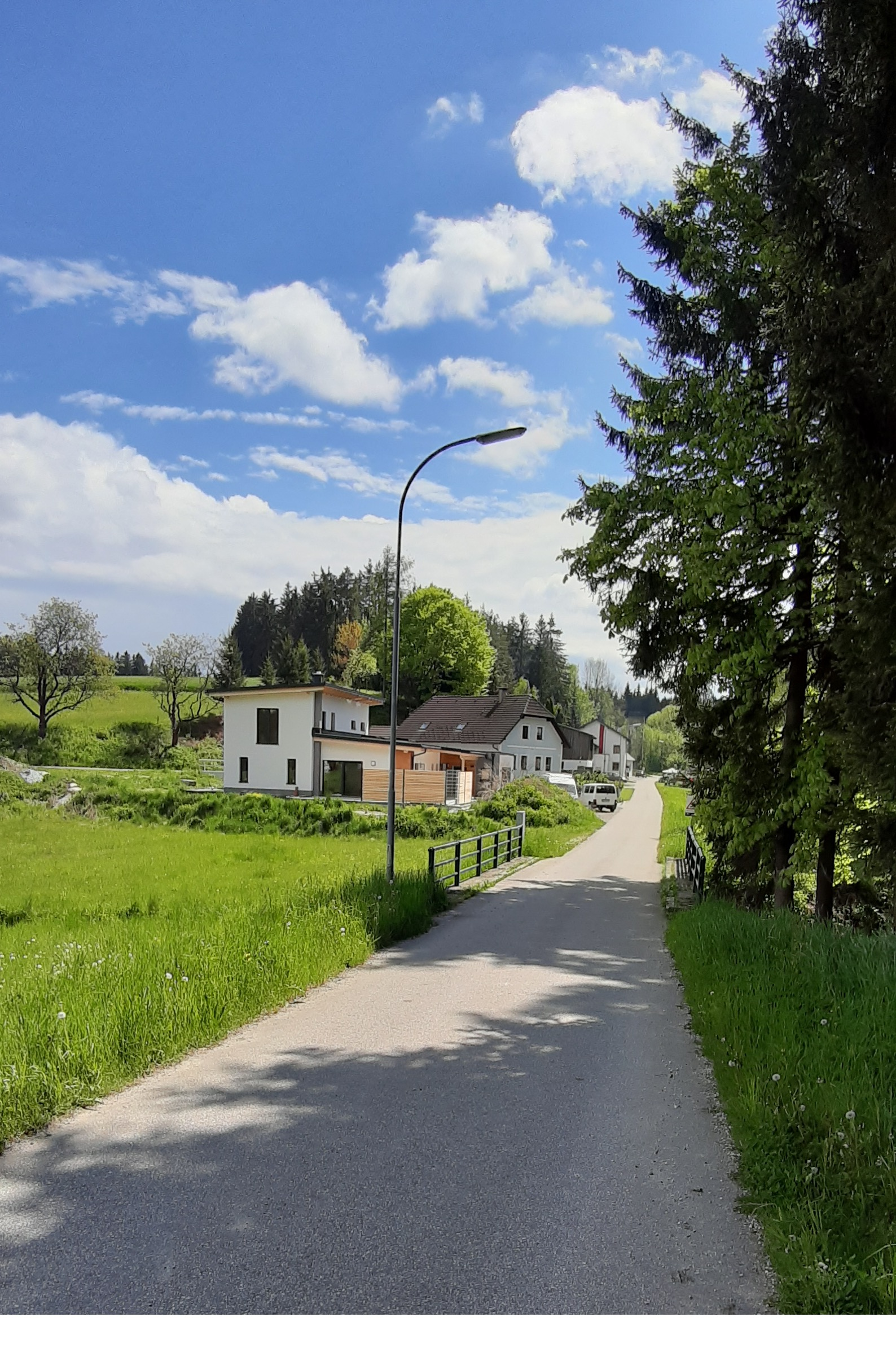
Blick auf den Ort von Norden aus

Die Rotte besteht aus 8 Häusern als Teil der Katastralgemeinde Kleinweißenbach und ein Haus als Teil der Katastralgemeinde Kamles (Kamles Nr. 11), im Ortsgebiet mündet der Heubach in den Purzelkamp.

## Geschichte
Die Rotte wird namentlich erst nach 1875 genannt, vorher war der Name Sagleithen gebräuchlich. 1858 wurden die heutigen Hausnummern Kleinweißenbach 25 bis 29 von Kleinhaslau umnummeriert, es verblieb lediglich das Haus Kamles 11 bei der heutigen Gemeinde Sallingberg.
Von den früher vielfach vorhandenen Mühlen im Ritschgraben existiert heute nur die Brettnagelmühle (Haus Nr. 27), früher existierten noch weiter flussabwärts die Fragnersäge und die Löschersäge sowie in Richtung Kaltenbrunn die Gemeindesäge.
Bis 1922 gehörte die Rotte zur Pfarre Sallingberg und kam dann zur Pfarre Grafenschlag.